# Bible (アルバム)
『Bible』（バイブル）は、松田聖子のベスト・アルバム。1991年12月1日にSony Recordsから発売された。

## 解説
1990年代に入って初めてのベスト・アルバム。Bibleシリーズの1作目。
自身で収録曲をチョイス（CDの帯に記載）。2枚組全36曲からなる、リリース当時のトータル・ベスト・アルバムである。全36曲中の内訳は、シングルA面曲（両A面を含む）が19曲、アルバム曲が14曲、英語ナンバーが5曲。シングルのB面曲は1曲（両A面扱い曲は除く）収録。Disc 2のラスト5曲は、英語詞のナンバー。「We Are Love」は日本語バージョンがシングルで発売されており（1990年11月21日）、「Listen!!」は、1990年12月10日リリースのアルバム『We Are Love』に日本語バージョンが収録されている。
後に、シリーズ化されて『Bible II』（1994年12月1日）、『Bible III』（1996年3月1日）がリリースされたほか、1980年から1995年までの間にソニーレコードからリリースされたシングルA・B面を収録した『Complete Bible』が1996年9月21日に発売された（限定生産アイテム）。
ジャケット、歌詞カードインナーフォトは篠山紀信によるもの。このとき撮影されたものは、『Bible III』、『Seaside 〜Summer Tales〜』（1997年6月21日）、『Another Side of Seiko 27』（2003年11月23日）にも使用されている。
2006年7月19日に発売された、74枚組CD BOX『Seiko Matsuda』に、デジタル・リマスタリング仕様、かつLPサイズジャケットにリニューアルされて同梱された。リマスター盤の個別販売はない。

## 収録曲

### Disc 1
1. 裸足の季節　（3:40）
  - 作詞: 三浦徳子、作曲: 小田裕一郎、編曲: 信田かずお

歌手デビュー曲。資生堂のコマーシャルソングに起用された。
2. 青い珊瑚礁　（3:38）
  - 作詞: 三浦徳子、作曲: 小田裕一郎、編曲: 大村雅朗

第31回と第46回の『NHK紅白歌合戦』歌唱曲。
3. 風は秋色　（4:05）
  - 作詞: 三浦徳子、作曲: 小田裕一郎、編曲: 信田かずお

オリコンヒットチャートではじめての1位を獲得。
4. Only My Love　（4:04）
  - 作詞: 三浦徳子、作曲:小田裕一郎　、編曲: 信田かずお

アルバム『North Wind』（1980年12月1日）収録
5. チェリーブラッサム　（3:20）
  - 作詞: 三浦徳子、作曲: 財津和夫、編曲: 大村雅朗
6. 夏の扉　（3:28）
  - 作詞: 松本隆、作曲: 財津和夫、編曲: 大村雅朗

『第32回NHK紅白歌合戦』歌唱曲。
7. 白いパラソル　（3:26）
  - 作詞: 松本隆、作曲: 財津和夫、編曲: 大村雅朗
8. 風立ちぬ　（4:33）
  - 作詞: 松本隆、作曲: 大滝詠一、編曲: 多羅尾伴内
9. P・R・E・S・E・N・T　（4:25）
  - 作詞: 松本隆、作曲: 来生たかお、編曲: 大村雅朗

アルバム『Pineapple』（1982年5月21日）収録
10. 赤いスイートピー　（3:37）
  - 作詞: 松本隆、作曲: 呉田軽穂、編曲: 松任谷正隆
11. 星空のドライブ　（3:21）
  - 作詞: 松本隆、作曲: 財津和夫、編曲: 大村雅朗

アルバム『Candy』（1982年11月10日）収録
12. 真冬の恋人たち　（4:38）
  - 作詞: 松本隆、作曲・編曲: 大村雅朗

アルバム『Candy』収録
13. マイアミ午前5時　（4:43）
  - 作詞: 松本隆、作曲: 来生たかお、編曲: 大村雅朗

アルバム『ユートピア』（1983.6.1）収録
14. セイシェルの夕陽　（4:05）
  - 作詞: 松本隆、作曲・編曲: 大村雅朗

アルバム『ユートピア』収録、但しオリジナル音源より15秒程早くフェイドアウトされたバージョンである。
15. 赤い靴のバレリーナ　（4:14）
  - 作詞: 松本隆、作曲: 甲斐祥弘、編曲: 瀬尾一三

アルバム『ユートピア』に収録
16. SWEET MEMORIES　（4:30）
  - 作詞: 松本隆、作曲・編曲: 大村雅朗

『第50回NHK紅白歌合戦』歌唱曲。
17. Canary　（4:27）
  - 作詞: 松本隆、作曲: SEIKO、編曲: 大村雅朗

アルバム『Canary』（1983年12月10日）収録
18. 瞳はダイアモンド　（4:14）
  - 作詞: 松本隆、作曲: 呉田軽穂、編曲: 松任谷正隆
19. 蒼いフォトグラフ　（3:54）
  - 作詞: 松本隆、作曲: 呉田軽穂、編曲: 松任谷正隆

TBS系ドラマ『青が散る』主題歌

### Disc 2
1. Rock'n Rouge　（4:13）
  - 作詞: 松本隆、作曲: 呉田軽穂、編曲: 松任谷正隆

『第35回NHK紅白歌合戦』歌唱曲。
カネボウ化粧品 '84春のキャンペーンソング。
2. Sleeping Beauty　（5:43）
  - 作詞: 松本隆、作曲・編曲: 大村雅朗

アルバム『Tinker Bell』（1984年6月10日）収録
3. ピンクのモーツァルト　（3:56）
  - 作詞: 松本隆、作曲: 細野晴臣、編曲: 細野晴臣・松任谷正隆

本作ではアルバムバージョンで収録。
4. ハートのイアリング　（4:04）
  - 作詞: 松本隆、作曲: Holland Rose、編曲: 大村雅朗
5. 天使のウィンク　（3:59）
  - 作詞・作曲: 尾崎亜美、編曲: 大村雅朗

『第36回NHK紅白歌合戦』歌唱曲
6. ボーイの季節　（4:34）
  - 作詞・作曲: 尾崎亜美、編曲: 大村雅朗
7. 時間旅行　（4:25）
  - 作詞: 松本隆、作曲: SEIKO、編曲: 井上鑑

アルバム『SUPREME』（1986年6月1日）収録
8. 瑠璃色の地球　（4:23）
  - 作詞: 松本隆、作曲: 平井夏美、編曲: 武部聡志

アルバム『SUPREME』収録
第31回と第52回の『NHK紅白歌合戦』歌唱曲。
9. Strawberry Time　（4:26）
  - 作詞: 松本隆、作曲: 土橋安騎夫、編曲: 大村雅朗

本作ではアルバムバージョンで収録。
10. 抱いて…　（4:32）
  - 作詞: 松本隆、作曲・編曲: David Foster

アルバム『Citron』（1988年5月11日）に収録
檜不動産 "ワコーレマンション" コマーシャルソング。
11. あなたにありがとう　（5:20）
  - 作詞: Seiko Matsuda、作曲: 野田晴稔、編曲: 大村雅朗

アルバム『Precious Moment』（1989年12月6日）に収録
12. Precious Heart　（4:26）
  - 作詞: Seiko Matsuda、作曲: 奥居香、編曲: 笹路正徳
13. ALL THE WAY TO HEAVEN　（3:40）
  - 作詞・作曲: M.Jay・M.Gruz、編曲: M.Jay
14. GOODBYE MY BABY　（4:00）
  - 作詞・作曲: G.Estefan・T.Mulet、編曲: E.Estefan・J.Casas・C.Ostwald

シングル『THE RIGHT COMBINATION』B面。
15. Listen!! （English Version）　（5:17）
  - 作詞: Seiko Matsuda、作曲: Achilles、編曲: 笹路正徳

本作品初収録。
16. We Are Love （English Solo Version）　（4:33）
  - 作詞: Seiko Matsuda、作曲: 鈴木祥子、編曲: 笹路正徳

本作品初収録。
17. Crazy For You　（4:21）
  - 作詞・作曲: J.Bettis・J.Lind、編曲: 丸山恵市

カヴァー・アルバム『Eternal』収録。

## 関連作品
- Bible II
- Bible III
- Complete Bible
- Premium Diamond Bible
- Diamond Bible
- Jean-Marc Rouvière, Brèves méditations sur la création du monde, Paris, L'Harmattan 2006.